# Klimeschiopsis terroris
Klimeschiopsis terroris is een vlinder uit de familie tastermotten (Gelechiidae). De wetenschappelijke naam is voor het eerst geldig gepubliceerd in 1938 door Hartig.
De soort komt voor in Europa.